# Taudactylus liemi
Taudactylus liemi ist ein Froschlurch aus der Familie der Australischen Südfrösche (Myobatrachidae). Das Artepitheton ehrt den indonesisch-US-amerikanischen Herpetologen David S. Liem.

## Merkmale
Taudactylus liemi erreicht eine Kopf-Rumpf-Länge von 21 bis 29 mm. Die Oberseite und die Flanken sind grau-braun. Zwischen den Augen befindet sich ein dunkelbrauner oder schwarzer dreieckiger Flecken, dessen Spitze nach hinten gerichtet und manchmal mit einer breiten, dunklen, leierförmigen Wirbelzone verschmolzen ist. Ein schwarzer Streifen verläuft von der Schnauze, durch die Augen und das Trommelfell bis zur Leiste. Die Kopfseiten sind ansonsten dunkelbraun. Vorne auf den Hintergliedmaßen befindet sich eine v-förmige Markierung. Ein undeutlicher dunkler Streifen verläuft vorne an den Oberflanken. Die Gliedmaßen und die Zehen haben schmale, schwarze Querbinden. Die Hinterseite der Schenkel ist lebhaft braun mit feinen hellgelben Sprenkeln, die Vorderseite ist cremefarben mit feinen dunkelbraunen Tupfen. Die Haut ist an der Ober- und an der Unterseite glatt. Die Schnauze ist rundlich. Finger und Zehen haben nur leicht erweiterte Spitzen und keine Schwimmhäute. Die Finger haben gutentwickelte Tuberkel unter den Gelenken und die Zehen sind fransig. Der vierte Zeh ist verlängert.

## Verbreitung
Taudactylus liemi ist im Eungella-Nationalpark westlich von Mackay in Queensland endemisch. Die Art kommt vom Cathu State Forest im Norden bis nach Crediton im Süden in Höhenlagen von 180 bis 1250 m vor. Die Fläche des Verbreitungsgebietes beträgt weniger als 5000 km².

## Status
1994 wurde Taudactylus liemi in die Kategorie „stark gefährdet“ (endangered) in die Rote Liste gefährdeter Arten der IUCN aufgenommen. 1996 wurde der Status auf „gefährdet“ (vulnerable) geändert und 2002 auf „potentiell gefährdet“ (near threatened). Es gibt mehrere potentielle Gefährdungen für diese Art, jedoch gibt es noch keine Belege dafür, wie sie sich auf die Populationen auswirken. Diese Bedrohungen sind Waldbeweidung und das Niedertrampeln der Ufervegetation durch Vieh, eingeführte Agakröten (Bufo marinus), die über Straßen in die natürliche Lebensräume von Taudactylus liemi eindringen und Teiche für die Fortpflanzung nutzen können und der Chytridpilz (der zwar in einigen Bächen nachgewiesen wurde, die Frösche bisher anscheinend noch nicht infiziert hat).